# Nomia universitatis
Nomia universitatis là một loài Hymenoptera trong họ Halictidae. Loài này được Cockerell mô tả khoa học năm 1908.

## Hình ảnh

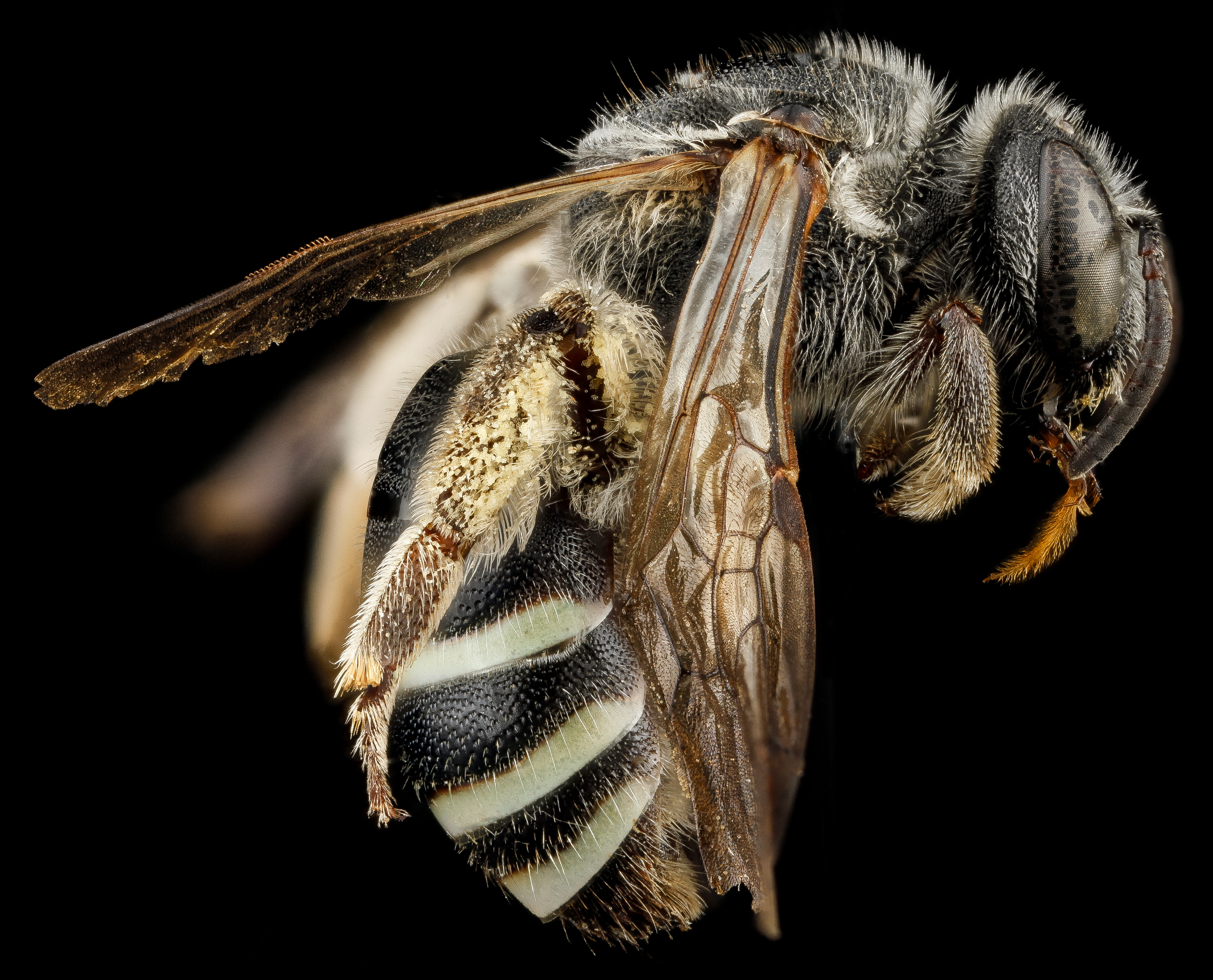
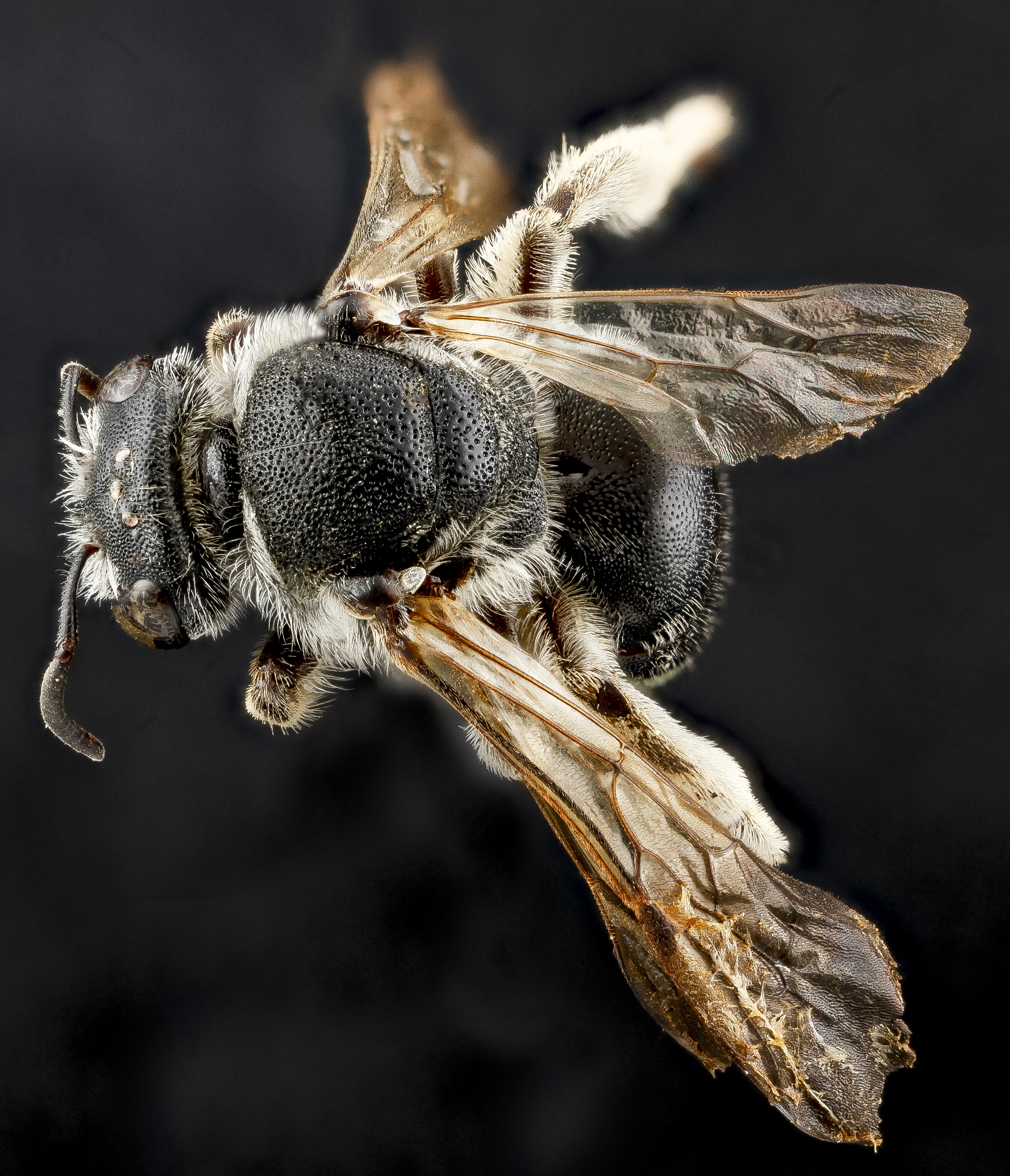
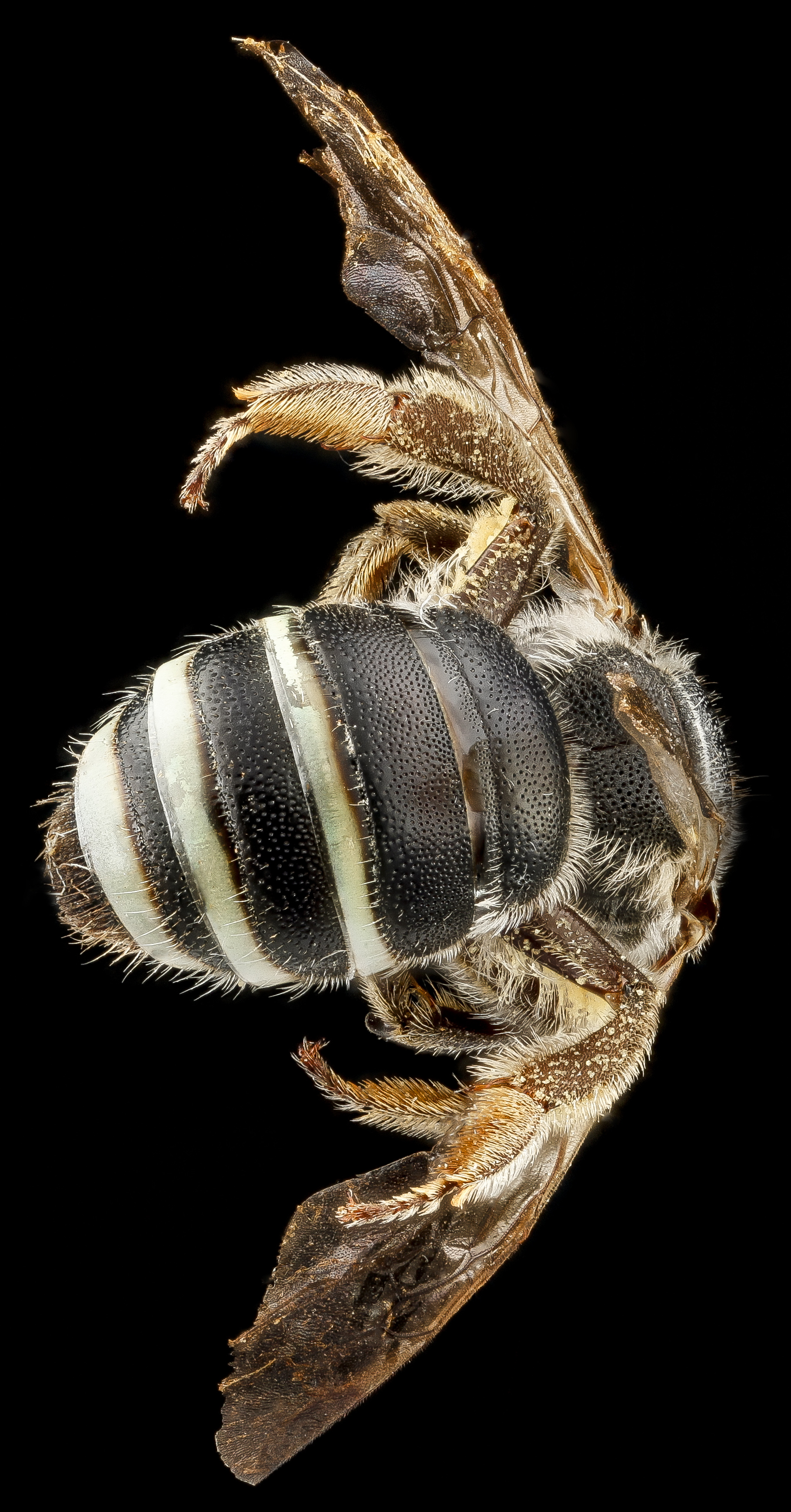
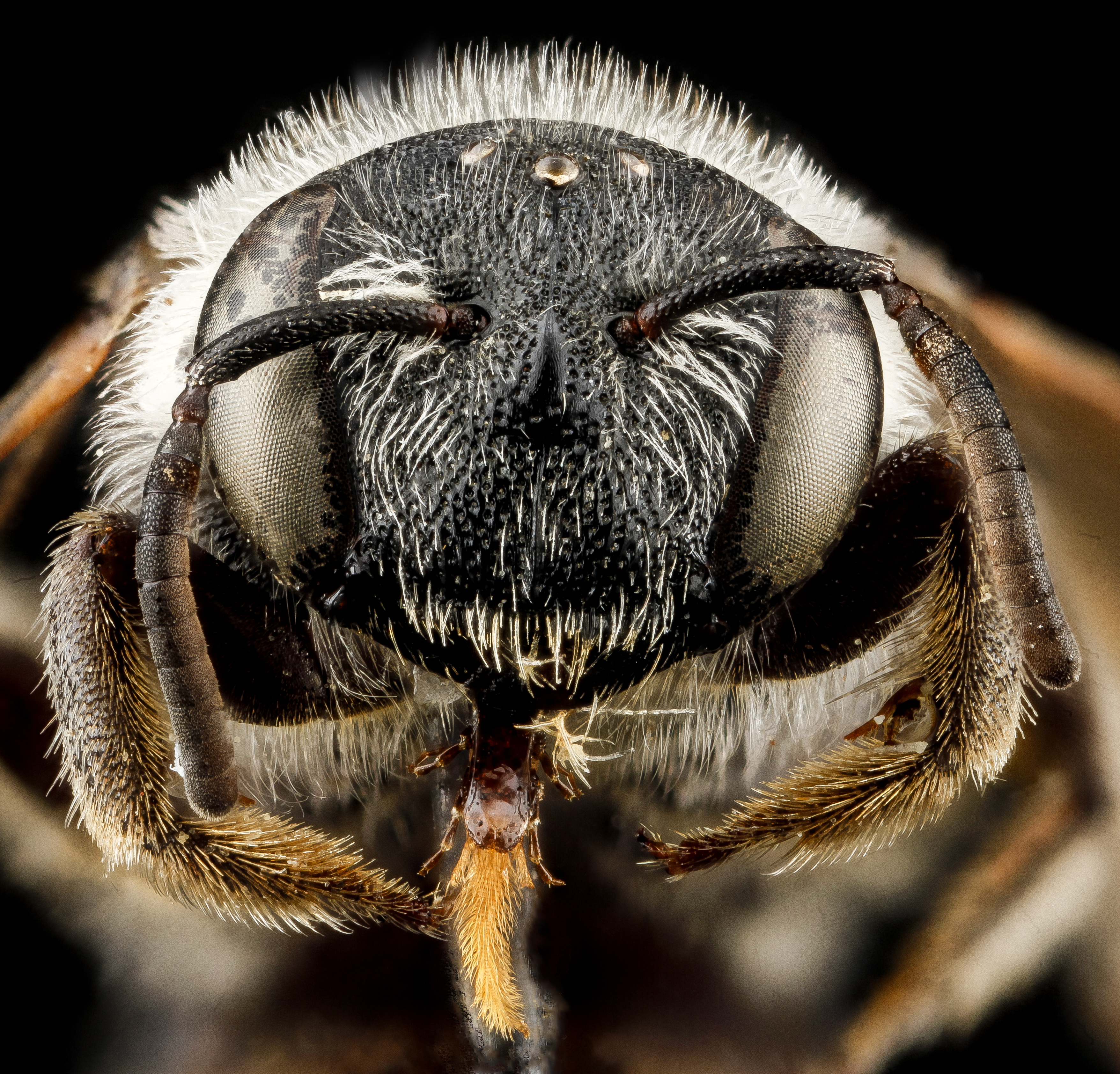